# 帕西拉 (赫尔辛基)

帕西拉在赫尔辛基的位置

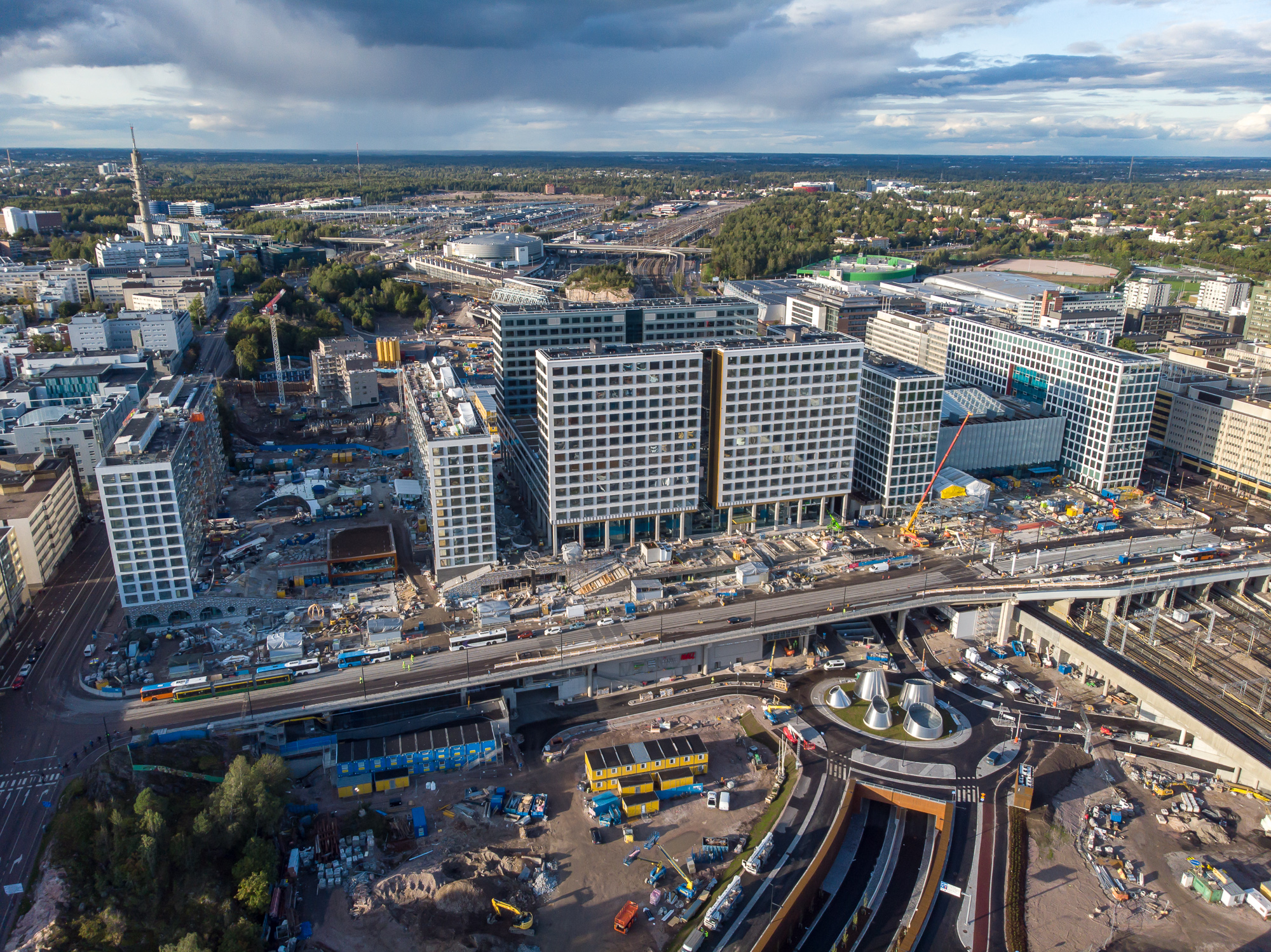
2019年时帕西拉火车站的上空照

帕西拉（芬蘭語：Pasila）是芬兰首都赫尔辛基的一个市区。该市区为赫尔辛基的一个交通枢纽，芬兰第二繁忙的火车站帕西拉火车站位于此区，每天有130,000位旅客搭乘900辆火车、400辆电车和850辆公共汽车。